# 264e régiment d'infanterie
Le 264e régiment d'infanterie (264e RI) est un régiment d'infanterie de l'Armée de terre française constitué en 1914 avec les bataillons de réserve du 64e régiment d'infanterie.
À la mobilisation, chaque régiment d'active créé un régiment de réserve dont le numéro est le sien plus 200.

## Création et différentes dénominations
- Août 1914 : 264e Régiment d'Infanterie

## Historique des garnisons, combats et batailles du264eRI

### Première Guerre mondiale

#### Affectation
Affectations : 61e Division de Réserve d'août 1914 à novembre 1918.

#### 1914
- jusqu'au 25 août 1914 : défense de la place forte de Paris.
- 5 septembre 1914 - 10 septembre 1914 : Bataille de l'Ourcq.
- secteur de l'Oise jusqu'en décembre 1914 : Quennevières.

#### 1915
- toute l'année dans le secteur de l'Oise.

#### 1916
- Bataille de la Somme mois de juillet.
- septembre - décembre : secteur de l'Aisne.

#### 1917
- janvier - septembre : secteur de l'Oise, Noyon, Saint Quentin.
- octobre - décembre : secteur du Chemin des Dames.

#### 1918
- janvier - avril : secteur de l'Aisne.
- 27 mai 1918 : Seconde bataille de la Marne, bataille de l'Aisne
- septembre - octobre : secteur de Champagne.
- octobre - novembre : secteur des Ardennes.

### Seconde Guerre mondiale
Ce régiment est rattaché à la 241e division légère d'infanterie

## Drapeau
Il porte, cousues en lettres d'or dans ses plis, les inscriptions suivantes :
- Somme 1916
- Somme-Py 1918
- Mézières 1918

La fourragère aux couleurs de la Croix de guerre 1914-1918 lui est décernée le 31 janvier 1919